# Pinheiro-do-canadá
O pinheiro-do-canadá (português brasileiro) ou espruce-branco (português europeu) (Picea glauca) é uma espécie norte-americana de árvore da família das pináceas. Tais árvores chegam a medir mais de 20 metros de altura. Também são conhecidos pelos nomes de abeto-branco e abeto-do-canadá.